# Mała Dorrit (film)
Mała Doritt – brytyjski dramat z 1988 roku na podstawie powieści Karola Dickensa.

## Główne role
- Derek Jacobi – Arthur Clennam
- Joan Greenwood – Pani Clennam
- Max Wall – Flintwinch
- Luke Duckett – Młody Arthur
- Alec Guinness – William Dorrit
- Cyril Cusack – Frederick Dorrit
- Sarah Pickering – Mała Dorrit
- Amelda Brown – Fanny Dorrit

## Nagrody i nominacje
Oscary za rok 1988
- Najlepszy aktor drugoplanowy – Alec Guinness (nominacja)
- Najlepszy scenariusz adaptowany – Christine Edzard (nominacja)

Złote Globy 1988
- Najlepszy aktor drugoplanowy – Alec Guinness (nominacja)